# Marco Aurélio Garcia
Marco Aurélio Garcia (Porto Alegre, 22 de junho de 1941 – São Paulo, 20 de julho de 2017), comumente conhecido por seu acrônimo MAG, foi um político brasileiro filiado ao Partido dos Trabalhadores (PT). Foi professor no Departamento de História da Universidade Estadual de Campinas (UNICAMP). E ocupou o cargo de assessor especial da Presidência da República para Assuntos Internacionais nos governos Lula e Dilma Rousseff.

## Biografia
Estudou no Colégio Júlio de Castilhos, enquanto atuou no movimento estudantil de esquerda. Formou-se em Filosofia e Direito pela Universidade Federal do Rio Grande do Sul e pós-graduado na Escola de Altos Estudos em Ciências Sociais, de Paris. Foi professor no Departamento de História da Unicamp e lecionou na Universidade do Chile, na Faculdade Latino-Americana de Ciências Sociais (Chile) e nas universidades de Paris-VIII e Paris-X (França).
Nos anos 1960, foi vice-presidente da União Nacional dos Estudantes (UNE) e vereador na cidade de Porto Alegre.
Entre 1970 e 1979 esteve autoexilado. Ficou por pouco tempo no Uruguai, até a queda dos Tupamaros. Depois foi para o Chile, à época governado por Allende, onde viria a integrar o MIR, porém o golpe militar em 11 de setembro de 1973 o obriga a se refugiar na embaixada do Panamá e embarca em direção à França. Após a anistia, voltou para o Brasil e ajuda fundar o Partido dos Trabalhadores (PT).
Em 1990, na condição de Secretário de Relações Internacionais do PT, foi um dos organizadores e fundadores do Foro de São Paulo, para reunir todos os grupos de esquerda da América Latina e do Caribe.
Foi secretário de Cultura nos municípios de Campinas (1989-1990) e São Paulo (2001-2002), e vice-presidente do Partido dos Trabalhadores de outubro de 2005 a fevereiro de 2010, sendo presidente interino entre setembro de 2006 e fevereiro de 2007.
Coordenou os programas de governo das campanhas eleitorais presidenciais de Luiz Inácio Lula da Silva nas campanhas de 1994, 1998 e 2006, e de Dilma Rousseff na candidatura de 2010.
Em 2007, Marco Aurélio Garcia foi flagrado, através da janela de seu escritório no Palácio do Planalto, fazendo um gesto obsceno enquanto assistia a um telejornal. A cena foi captada por uma câmera da Rede Globo no exato momento em que o telejornal Jornal Nacional noticiava a descoberta de um defeito técnico no avião Airbus A320 do acidente do voo TAM 3054. Tal gesto foi interpretado por muitos como um desrespeito para com os mortos e seus familiares. Na época, a imprensa interpretou o gesto como uma celebração da notícia que eximiria o governo federal de culpa no acidente aéreo que causou a morte 199 indivíduos, cuja versão estava diariamente sendo apregoada pela emissora, no bojo da crise no setor aéreo brasileiro.
Morreu em 20 de julho de 2017, aos 76 anos, vítima de infarto.